# 堂尔上乡
堂尔上乡，是中华人民共和国山西省忻州市静乐县下辖的一个乡镇级行政单位。2021年5月，撤销堂尔上乡，整建制并入杜家村镇。

## 行政区划
堂尔上乡下辖以下地区：
东窑村、街棚村、松元沟村、堂尔上村、吕吕沟村、刁虎沟村、黄土板村、一面坡村、兑子沟村、石照村、大端地村、北沟村、汉沟村、凤台尾村、梅洞沟村、拖水渠村、磨盘沟村、大德沟村、王明滩村和小德沟村。